# Belokranjec
Belokranjec je naziv za zvrst kakovostnega belega vina z geografskim poreklom Bele krajine.
Sestavljeno je iz kakovostnih belih sort vinske trte, ki jih najdemo v Beli krajini. Osnovna sorta vina Belokranjec je Laški rizling, med ostalimi sortami pa so v njem še Kraljevina, Beli pinot, Chardonnay, Sauvignon, Sivi pinot, Zeleni silvanec in Renski rizling v rezličnih razmerjih, ki so po navadi odvisna od letine. Zaradi takšne sortne sestave vina ter klimatskih in talnih posebnosti Bele krajine se vino Belokranjec odlikuje s harmonijo različnih sortnih arom. Vino je suho, bogato in polnega okusa, zaradi česar se odlično poda k belemu mesu, predvsem perutnini in ribam,  izredno dobro pa se dopolnjuje tudi s hladnimi predjedmi in vegetarijansko kuhinjo. Ponudimo ga temperiranega med 10 in 12 °C.
30. avgusta 1999 je bil podpisan sporazum o začetku raziskave iskanja najugodnejše tehnologije in karakterja najpomembnejših belokranjskih blagovnih znamk, Metliške črnine in Belokranjca, ki so ga podpisale občine Metlika, Semič in Črnomelj ter Kmetijska zadruga Metlika. Namen raziskave je bil določiti sortni sestav, najnižje vrednosti kakovostnih pokazateljev kakovosti grozdja, mejne vrednosti posameznih sestavin v vinu in organoleptične karakteristike posameznih vin. Delovna skupina, ki je bila sestavljena iz strokovnjakov Kmetijskega inštituta Slovenije, Kmetijsko gozdarskega zavoda Novo mesto, Kmetijske zadruge Metlika, predstavnikov Društev vinogradnikov iz Bele krajine in predstavnikov belokranjskih občin, je pripravila elaborat pridelave vin Metliška črnina in Belokranjec. Elaborat z usklajenimi predlogi pridelave vin Metliška črnina in Belokranjec je bil kot predlog izdelan in predstavljen zainteresiranim vinogradnikom oziroma pridelovalcem vin. S tem poskušajo Belokranjci svoji dve vini zaščititi na podoben način, kot se to storili Dolenjci s cvičkom.